# Comté de Genesee (Michigan)
Pour les articles homonymes, voir Comté de Genesee.
Le comté de Genesee (Genesee County en anglais) est dans le centre-est de la péninsule inférieure de l'État du Michigan. Son siège est à Flint. Selon le recensement de 2000, sa population est de 436 141 habitants. De par sa population, Genesee est le cinquième comté de l'État.

## Géographie
Le comté a une superficie de 1 682 km2, dont 1 657 km2 en surfaces terrestres.

### Comtés adjacents
- Comté de Tuscola (nord-est)
- Comté de Saginaw (nord-ouest)
- Comté de Lapeer (est)
- Comté de Shiawassee (ouest)
- Comté d'Oakland (sud-est)
- Comté de Livingston (sud-ouest)